# Stereohypnum salleanum
Stereohypnum salleanum là một loài Rêu trong họ Hypnaceae. Loài này được (Besch.) M. Fleisch. mô tả khoa học đầu tiên năm 1908.